# Marc Augier
Marc Augier (* 19. März 1908 in Bordeaux; † 16. Dezember 1990 in Paris) war ein französischer Schriftsteller, Abenteurer und Alpinist, der im besetzten Frankreich mit der deutschen Besatzungsmacht kollaborierte und nach dem Krieg in Argentinien und Frankreich einflussreich war. Bekannt ist er auch unter dem Pseudonym Saint-Loup.

## Leben

### Tätigkeit bis 1940
Marc Augier wuchs in Bordeaux in einfachen Verhältnissen auf und begeisterte sich von frühester Jugend an für die Natur und den Sport.
Nach dem Abitur im Jahr 1926 studierte er Rechtswissenschaften, begann aber gleichzeitig mit seinen ersten Motorradtouren und im Journalismus. Zunächst arbeitete er für die Depeche du Midi, für L’Illustration und für Sciences et Voyages. Marc Augier machte sich als Journalist in den 1930er Jahren einen Namen als Skifahrer und Bergsteiger, vor allem durch Expeditionen unter anderem in Lappland und in Marokko.
Daneben engagierte er sich beim Aufbau der Jugendherbergen (Auberges de la jeunesse) in Frankreich und betätigte sich als Sozialist und Pazifist. Er arbeitete für Léo Lagrange, Minister in der Volksfrontregierung unter Léon Blum, und die Section française de l’Internationale ouvrière (SFIO / deutsch: Französische Sektion der Arbeiter-Internationale).
Er wandte sich gegen bürgerliche Konventionen, schwärmte von Natur und ursprünglicher Lebensweise und huldigte einem Jugendkult, wie viele französische Intellektuelle in den 1930er Jahren, zum Beispiel Robert Brasillach. Schon während einer Reise durch Deutschland im Jahr 1929 begeisterte er sich für dieses Land. In seiner Reportage Ich sah Deutschland und in mehreren weiteren Publikationen wandte er sich gegen die im damaligen Frankreich weit verbreitete Germanophobie vor allem von Charles Maurras.
Augier bereiste viele europäische Länder und knüpfte auch Kontakte mit den Führern der Hitler-Jugend. In New York nahm er 1938 am Weltjugendkongress teil. Die weitgehende Isolation und Ablehnung Deutschlands und der Hitler-Jugend bewog ihn, sich von der SFIO ab- und den rechtsextremen Kräften zuzuwenden. In der Folgezeit ließ sich Augier durch das Buch La Gerbe des Forces (1937) von Alphonse de Châteaubriant beeinflussen und näherte sich dem Nationalsozialismus an. Dieser erschien Augier als die Rückkehr der europäischen Völker zum Heidentum und zur Ursprünglichkeit der Antike und des frühen Mittelalters, der er den Verfall der jüdisch-christlichen Zivilisation gegenüberstellte.

### Tätigkeit während des Vichy-Regimes und der deutschen Besetzung
Nach der Niederlage Frankreichs und der Etablierung des Vichy-Regimes im Juni 1940 gründete er die Bewegung Jeunes pour l’Europe nouvelle (Jugendliche für das neue Europa) und wurde Chefredakteur der von Alphonse de Châteaubriant herausgegebenen politisch-literarischen Wochenzeitschrift La Gerbe (dt.: Die Garbe), die erstmals am 11. Juli 1940 erschien.
Es gelang Augier, renommierte Schriftsteller und Essayisten wie Jean Giono, Paul Morand, Jean Cocteau, Marcel Aymé oder Sacha Guitry als Autoren für La Gerbe zu gewinnen
Die Zeitschrift propagierte ein arisches Europa unter deutscher Führung und (ab Juli 1941) einen radikalen Antibolschewismus. Ideologisch lag das Blatt auf einer Linie mit exponierten Kollaborateuren wie Jacques Doriot und Marcel Déat, die – ebenfalls im Juli 1941 – die Légion des volontaires français contre le bolchévisme (LVF) gründeten, der Marc Augier umgehend beitrat.
Bis 1944 beteiligte er sich mit der LVF, die zunächst in die Wehrmacht und ab Juli 1944 als Grenadier-Brigade der SS Charlemagne in die Waffen-SS integriert wurde, als Unteroffizier (Feldwebel) mehrfach an Einsätzen an der Ostfront und bei der Partisanenbekämpfung.
Nach einer Verwundung im Jahr 1943 kehrte er nach Hildesheim in Deutschland zurück, wo er im Kloster der schwarzen Männer residierte, die Redaktion der LVF-Zeitschrift Combattant européen übernahm und als Offizier den Einsatz der LVF organisierte.

### Untertauchen und Flucht nach Argentinien
Im Frühjahr 1945 tauchte er unter und versteckte sich in Paris, wo er den Roman Face Nord (dt.: Götterdämmerung) unter dem Pseudonym Saint-Loup (dt.: Heiliger Wolf) veröffentlichen ließ, mit dessen Erlös er seine Flucht nach Südamerika finanzierte. Nachdem er wegen Kollaboration in Abwesenheit zum Tode verurteilt worden war, gelang ihm die Flucht zunächst nach Rio de Janeiro, von wo aus er wenig später nach Argentinien weiterreiste.
Dort konnte er rasch in der starken deutschen Emigrantenszene in Buenos Aires Fuß fassen, in der sich eine große Zahl geflüchteter NS-Kriegsverbrecher betätigte, die über eine Rattenlinie nach Argentinien geschleust worden waren.
Seine Kontaktfähigkeit und seine militärischen Erfahrungen sowie sein sportliches Talent führten dazu, dass er von der argentinischen Regierung unter Juan Perón als militärischer Berater der argentinischen Gebirgstruppen und sogar als Skilehrer von Eva Perón („Evita“) eingesetzt wurde.
Seine publizistische Tätigkeit setzte er durch Beiträge für die Emigrantenzeitschrift Der Weg in Buenos Aires fort: Im Heft 1/1950 plädierte er in einem Artikel, den er unter seinem richtigen Namen veröffentlichte, für eine Rehabilitation Deutschlands als künftiger Bundesgenosse Frankreichs im Kampf gegen den Bolschewismus.

### Tätigkeit nach der Rückkehr nach Frankreich
Im Herbst 1950 kehrte er inkognito nach Frankreich zurück, wo er nun wieder unter dem Pseudonym Saint-Loup Abenteuerromane, Biographien und Autobiographisches veröffentlichte.
Seine literarischen Qualitäten sind weitgehend unbestritten. Sein 1953 unter Pseudonym erschienener Roman La Nuit commence au Cap Horn (dt.: Die Nacht beginnt am Kap Hoorn) wurde sogar für den Prix Goncourt vorgeschlagen, den renommiertesten Literaturpreis Frankreichs.
Nach der Aufdeckung seiner wahren Identität wurde der Vorschlag umgehend zurückgezogen, er wurde aber begnadigt, so dass er in den Folgejahrzehnten regelmäßig Romane, autobiographische Bücher und Biographien (über Autopioniere, aber auch über den VW-Käfer) in Frankreich veröffentlichen konnte.
Seine Bücher, die um die Themen Abenteuer in der Wildnis, Alpinismus, Motorrad/Automobil und vor allem seine Erlebnisse mit der LVF und der Waffen-SS an der Ostfront kreisen, zeigen, dass sich das Weltbild und die Ideologie Marc Augiers seit Ende der 1930er-Jahre bis zu seinem Tod am 16. Dezember 1990 in Paris kaum gewandelt haben. Bis zum Schluss rechtfertigt und verherrlicht er den Nationalsozialismus, die Kollaboration, den Kampf gegen den Bolschewismus und den Rassismus, wendet sich gegen das Christentum und pflegt sorgsam sein eigenes Image als knorriger Abenteurer und Haudegen.
Seine Apologetik der Kollaboration und sein Rassismus machen ihn bis heute zu einer Leitfigur der rechtsextremen Szene in Frankreich um den Front National (FN) von Jean-Marie Le Pen.
Darüber hinaus förderte er aber auch regionale Autonomiebewegungen wie die der Bretonen, der Basken und der Korsen.

## Bibliografie (Auswahl)
- Les Skieurs de la nuit. Un raid de ski-camping avec onze documents photographiques, 1944
- Face Nord, 1945
- Monts pacifiques, 1951
- La Nuit commence au Cap Horn, 1952
- La Peau de l’Auroch, 1954
- Marius Berliet, 1962
- Les Volontaires, 1963
- Nouveaux Cathares pour Montségur, 1969
- Le Sang d’Israël, 1970
- Plus de pardons pour les Bretons, 1971
- Les Hérétiques, 1971
- Les Nostalgiques, 1971
- Une moto pour Barbara, 1972
- Les Voiliers fantômes d’Hitler. Aventures vécues, 1973
- Les SS de la Toison d’Or, 1978
- La Division Azul. Croisade espagnole de Léningrad au Goulag, 1978
- Le Ciel n’a pas voulu. Accidents fabuleux, 1979
- Le Boer attaque. Commandos sud-africains au combat 1881-1978, 1981
- Les Partisans. Choses vues en Russie 1941-1942, 1986
- Renault de Billancourt, 1987
- J’ai vu l’Allemagne, Neuauflage 1991
- Solstice en Laponie: un raid de ski et de camping hivernal en Laponie finlandaise, Neuauflage 1995

### In deutscher Übersetzung
- Legion der Aufrechten – Frankreichs Freiwillige an der Ostfront (das ist: 33. Waffen-Grenadier-Division der SS „Charlemagne“). Druffel, Leoni 1977, ISBN 3-8061-0840-4; Pawlak, Herrsching 1984 & 1991, ISBN 3-88199-127-1, DNB unter Verf. Saint-Loup gelistet
- Götterdämmerung. Wende und Ende einer großen Zeit. Buenos Aires, 1949; wieder mit dem UT Europa 1945, Druffel-Verlag, Leoni 1957
- Yachten in geheimer Mission – Segler im Dienste der Abwehr. Delius Klasing, Bielefeld 1988, ISBN 3-7688-0598-0 (zuvor als Taschenbuch erschienen bei Bastei-Lübbe unter dem Titel: Die Geisterschiffe Hitlers 1973, ISBN 3-404-01004-3)
- Nacht über Feuerland. Zürich 1955